# 錫冰原島峰
68°19′S 59°9′E / 68.317°S 59.150°E
錫冰原島峰（英語：See Nunatak）是南極洲的冰原島峰，位於肯普地，屬於漢森山脈的一部分，由澳大利亞探險隊繪入地圖，現時由南極條約體系管理。